# 以撒多·史東

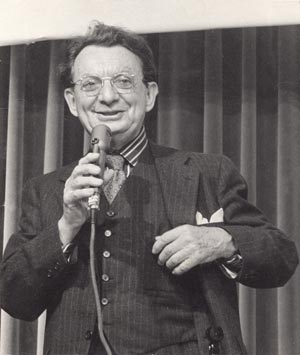
以撒多·史東

以撒多·費恩斯坦·史東（英語：Isidor Feinstein Stone，1907年12月24日—1989年6月18日），經常被稱為I.F·史東（I.F.Stone），或以西·史東（Izzy Stone），生於美國費城，記者與作家，以獨立的調查報導聞名。1953年開始獨立印行《史東週刊》（I. F. Stone's Weekly），被列為美國20世紀最重要的前100名新聞作品之一。

## 生平
大學就讀宾夕法尼亚大学，主修哲學。

## 外部連結
- 官方网站